# Бевервейк
Беверве́йк (нидерл. Beverwijk, МФА: [ˌbeːvərˈʋɛik]) — город и община в провинции Северная Голландия. Название происходит от слова «Бедевартсвейк» («Bedevaartswijk»), означающего «по соседству с пилигримами».

## История

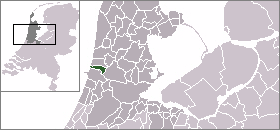
Расположение общины Бевервейк на карте Нидерландов

Город сформировался возле Церкви Святой Агаты, которая стала местом паломничества ещё в Средневековье. Считалось, что в IX веке Святая Агата явилась здесь девушке, бежавшей от норманна из Кеннемерланда.
В 1276 году Флорис V (граф Голландии) даровал Бевервейку право содержания рынка, а в 1298 Ян I (граф Голландии) — права города.
До осушения реки Эй именно в этих местах находилось самое узкое место Североголландского полуострова, поэтому после битвы при Кастрикуме 1799 года именно здесь в 1800 году была сооружена оборонительная линия.

## Спорт
В Бевервейке располагается футбольный клуб «Де Кеннемерс».

## Знаменитые уроженцы
- Ян Вермеен (1500—1559), живописец
- Стефан Стрюве (род. 18.02.1988 г) , боец ММА